# Florencio Abad

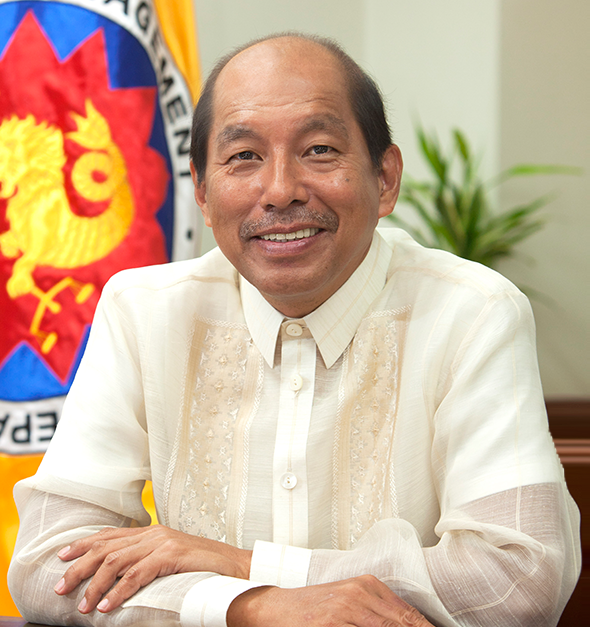
Florencio Abad

Florencio Barsana „Butch“ Abad (* 13. Juli 1954 in Sampaloc, Manila) ist ein philippinischer Politiker.

## Biografie
Abad ist der Sohn von Jorge Abad und Aurora Barsana-Abad, die beide Mitglieder des Repräsentantenhauses der Philippinen waren und dort zwischen 1949 und 1972 abwechselnd mit kurzen Unterbrechungen den einzigen Wahlbezirk der Provinz Batanes vertraten.
Nach Besuch der Lourdes School in Quezon City und der High School der Ateneo de Manila University studierte er an der Betriebswirtschaftslehre an der Ateneo de Manila University und erwarb dort 1980 einen Bachelor of Science (B.S. Business Administration). Während seines Studiums war er zwischen 1976 und 1979 als Gewerkschaftsfunktionär der Föderation der Freien Arbeiter und Mitarbeiter der Ateneo de Manila University (Federation of Free Workers/Ateneo Workers College) aktiv. Anschließend studierte er dort auch Rechtswissenschaft und schloss dieses Studium 1985 mit einem Bachelor of Laws (LL.B.) ab.
Anschließend war er in der Privatwirtschaft tätig und Gründungspräsident der Batanes Development Foundation Inc., Präsident des Kaisahan Tungo sa Kaunlaran ng Kanayunan at Repormang Pansakahan sowie Treuhänder (Trustee) der National Peace Conference, des Gaston Z. Ortigas Peace Institute, der Coalition for Peace, der Coconut Industry Reform Movement sowie der Philippine Agrarian Reform Foundation for National Development.
Nach Beendigung des Studiums war er zwischen 1986 und 1987 Forschungsdirektor am Zentrum für Sozialpolitik und Öffentliche Angelegenheiten (Center for Social Policy and Public Affairs) der Ateneo de Manila University tätig. Danach wurde er 1987 erstmals zum Mitglied des Repräsentantenhauses (Kapulungán ng mgá Kinatawán ng Pilipinas) gewählt und vertrat dort bis 1990 für eine Wahlperiode wie seine Eltern den einzigen Wahlbezirk der Provinz Batanes. 1990 wurde er von Präsidentin Corazon Aquino als Minister für Agrarreform (Secretary Agrarian Reform) in deren Kabinett berufen, dem er jedoch nur für kurze Zeit angehörte.
Nach einer erneuten Tätigkeit in der Privatwirtschaft war er von 1992 bis 1993 Verwaltungsdirektor von KAISAHAN, einer Organisation für die Solidarität bei Agrarreform und ländlicher Entwicklung. Zeitgleich war er von 1992 bis 1995 Lecturer an der Wirtschaftswissenschaftlichen Fakultät (Graduate School of Business) der Ateneo de Manila University tätig. Darüber hinaus war er von 1994 bis 1995 Exekutivdirektor im Nationalen Büro der Liberalen Partei. Zugleich absolvierte er 1994 ein Postgraduiertenstudium im Fach Öffentliche Verwaltung an der John F. Kennedy School of Government der Harvard University und erwarb dort einen Master of Arts (M.A. Public Administration).
1995 wurde Abad wieder zum Mitglied des Repräsentantenhauses gewählt und gehörte diesem nach seinen Wiederwahlen 1998 und 2001 als Vertreter der Provinz Batanes bis 2004 als Abgeordneter an. Am 18. August 2004 wurde er von Präsidentin Gloria Macapagal-Arroyo zum Bildungsminister (Secretary of Education) in deren Kabinett berufen und hatte dieses Amt bis 2005 inne. Nach der Wahl 2010 wurde Florencio Abad am 30. Juni 2010 von Präsident Benigno Aquino III. zum Minister für Budget und Management (Secretary of Budget and Management) in dessen Kabinett berufen.
Seine Tochter Julia Abad war als Chefin des Präsidialstabes ebenfalls Mitglied des Kabinetts von Präsident Aquino.